# توجو (سفينة حربية ألمانية)
سفينة مقاتلة ليلية ألمانية توجو سفينة تجارية ألمانية تم إطلاقها في عام 1938. طلبت من كريغسمارينه لألمانيا النازية باسم شيف 14، في أبريل 1940 شاركت في غزو النرويج. في أغسطس 1940 تم تحويلها إلى زارعة الغام كجزء من الخطة الألمانية لغزو إنجلترا؛ ثم من يونيو 1941 بدأت في التحول إلى طراد مساعد مسلح ( هيلفسكروزر ) HSK Coronel.
وبعد محاولة كورونيل الفاشلة في فبراير 1943 لتكون أخر سفينة ألمانية تقوم بغارة تجارية في الحرب العالمية الثانية، ثم أستخدمت ككاسحة ألغام ( سبيربريشر ) قبل أن تحول في أواخر عام 1943 لسفينة مقاتلة ليلية (Nachtjagdleitschiff) عاملة في بحر البلطيق.
بعد الحرب، مرت توغو بتغييرات مختلفة في الملكية والاسم والوظيفة قبل أن يتم تدميرها في النهاية قبالة الساحل المكسيكي في عام 1984.

## التاريخ خلال الحرب العالمية الثانية

### كزارعة الغام
في أبريل 1940، كانت توغو سفينة دعم ( Werkstattschiff ) للغزو الألماني للنرويج  وفي 21 أبريل 1940، لحقت بها أضرار في حقل ألغام بريطاني وضعته الغواصة أتش أم أس Narwhal، في Kattكاتيغات شرق كيب سكاجين.
أصبحت زارعة ألغام (Minenleger)  ومقرها في شيربورج من أغسطس إلى نوفمبر 1940 كجزء من عملية أسد البحر ، والغزو الألماني المخطط إنجلترا.